# Aspdyna
Aspdyna (Entoleuca mammata) är en svampart som först beskrevs av Göran Wahlenberg, och fick sitt nu gällande namn av J.D. Rogers & Y.M. Ju 1996. Aspdyna ingår i släktet Entoleuca och familjen kolkärnsvampar.  Arten är reproducerande i Sverige. Inga underarter finns listade i Catalogue of Life.